# Porta corredissa

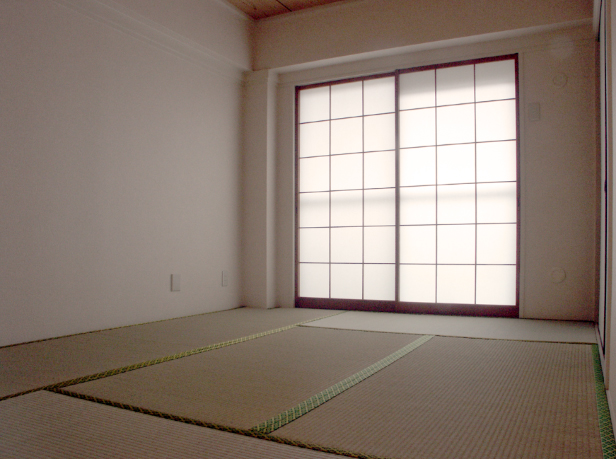
Porta Shoji, un tipus de porta corredissa tradicional del Japó

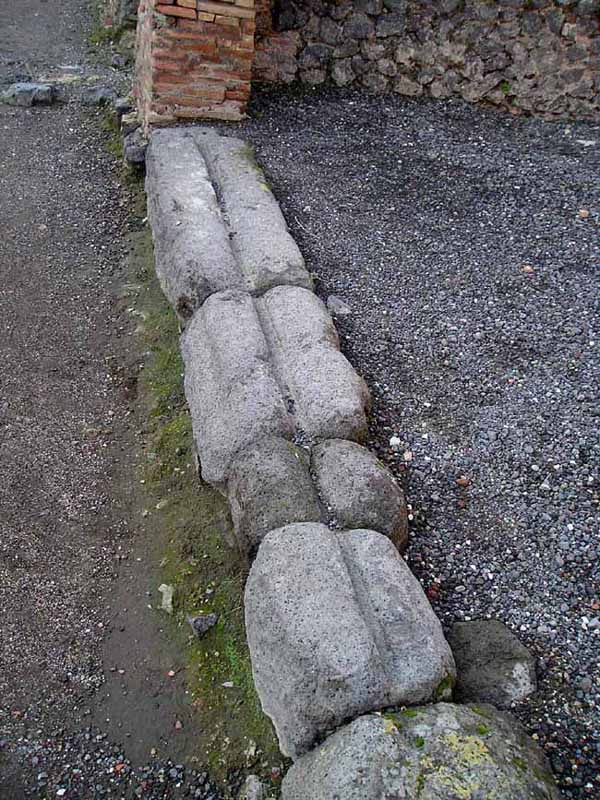
Guies d'antiga porta corredissa romana a Pompeia, Itàlia

Una  porta corredissa és un tipus de porta que s'obre de manera horitzontal amb un moviment de lliscament per sobre un espai predeterminat, paral·lel al lloc on es troba, i dins d'unes guies. Poden trobar-se com portes internes d'una casa, com a separació de la casa amb un pati o jardí o bé com a sistema d'obertura de diferents tipus de mobles, especialment armaris.
Hi ha proves d'ús de portes corredisses que es remunten al segle i, en cases romanes. És possible observar els raïls esculpits en roca a les ruïnes de Pompeia, a Itàlia.